# Xã Columbia, Quận Knox, Nebraska
Xã Columbia (tiếng Anh: Columbia Township) là một xã thuộc quận Knox, tiểu bang Nebraska, Hoa Kỳ. Năm 2010, dân số của xã này là 109 người.